# Naisten I-divisioona 2018
La Naisten I-divisioona 2018 è la 10ª edizione del campionato di football americano di secondo livello femminile, organizzato dalla SAJL.

## Squadre partecipanti
| Club                     | Città     | Stadio | Sponsor ufficiale | Risultato nella stagione 2017 |
| ------------------------ | --------- | ------ | ----------------- | ----------------------------- |
| Helsinki Wolverines Blue | Helsinki  |        |                   |                               |
| Hyvinkää Falcons         | Hyvinkää  |        |                   |                               |
| Jyväskylä Jaguars        | Jyväskylä |        |                   |                               |
| Kotka Eagles             | Kotka     |        |                   |                               |
| Kuopio Steelers          | Kuopio    |        |                   |                               |
| Lohja Lionesses          | Lohja     |        |                   |                               |
| Mikkeli Bouncers         | Mikkeli   |        |                   |                               |
| Seinäjoki Crocodiles     | Seinäjoki |        |                   |                               |
| Turku Trojans            | Turku     |        |                   |                               |
| West Coast Phoenix       | Raisio    |        |                   |                               |

## Stagione regolare

### Calendario

#### 1ª giornata
| Helsinki 11 maggio 2018, ore 18:30 | Helsinki Wolverines Blue | 20 – 14 (6-8 6-6 0-0 8-0) referto | Lohja Lionesses | Brahen kenttä (139 spett.)\| Arbitro: \| J. Kalliokoski \| |
| Arbitro:                           | J. Kalliokoski           |                                   |                 |                                                            |

| Raisio 12 maggio 2018, ore 13:00 | West Coast Phoenix | 28 – 54 | Turku Trojans | Kerttulan urheilukenttä |

| Mikkeli 12 maggio 2018, ore 18:00 | Mikkeli Bouncers | 36 – 0 | Jyväskylä Jaguars | Urpolan tekonurmi |

| Seinäjoki 13 maggio 2018, ore 12:00 | Seinäjoki Crocodiles | 12 – 20 (0-13 6-7 0-0 6-0) referto | Kuopio Steelers | Jouppilanvuoren tekonurmi (60 spett.) |

#### 2ª giornata
| Jyväskylä 19 maggio 2018, ore 15:00 | Jyväskylä Jaguars | 6 – 14 | Kotka Eagles | Säynätsalon urheilukenttä |

| Seinäjoki 20 maggio 2018, ore 12:00 | Seinäjoki Crocodiles | 26 – 24 (0-0 12-8 8-8 6-8) referto | Mikkeli Bouncers | Jouppilanvuoren tekonurmi (105 spett.) |

| Raisio 20 maggio 2018, ore 13:00 | West Coast Phoenix | 32 – 0 | Hyvinkää Falcons | Kerttulan urheilukenttä |

| Turku 20 maggio 2018, ore 17:30 | Turku Trojans | 36 – 0 | Helsinki Wolverines Blue | Pansion kisapuisto |

#### 3ª giornata
| Jyväskylä 26 maggio 2018, ore 14:00 | Jyväskylä Jaguars | 0 – 48 | Kuopio Steelers | Palokan tekonurmi |

| Kotka 26 maggio 2018, ore 16:00 | Kotka Eagles | 40 – 28 | Mikkeli Bouncers | Karhulan keskuskenttä |

| Lohja 27 maggio 2018, ore 14:00 | Lohja Lionesses | 40 – 6 (8-0 6-6 12-0 14-0) referto | Hyvinkää Falcons | Harjun kenttä (120 spett.)\| Arbitro: \| O. Tikkanen \| |
| Arbitro:                        | O. Tikkanen     |                                    |                  |                                                         |

| Kotka 27 maggio 2018, ore 15:30 | Helsinki Wolverines Blue | 7 – 22 (0-0 7-0 0-8 0-6) referto | West Coast Phoenix | Karhulan keskuskenttä (75 spett.) |

#### 4ª giornata
| Helsinki 2 giugno 2018, ore 15:30 | Helsinki Wolverines Blue | 46 – 14 (19-6 14-0 0-0 13-8) referto | Hyvinkää Falcons | Brahen kenttä (98 spett.)\| Arbitro: \| K. Voutilainen \| |
| Arbitro:                          | K. Voutilainen           |                                      |                  |                                                           |

#### 5ª giornata
| Kuopio 9 giugno 2018, ore 15:00 | Kuopio Steelers | 52 – 6 | Kotka Eagles | Keskuskenttä |

| Seinäjoki 10 giugno 2018, ore 12:00 | Seinäjoki Crocodiles | 14 – 0 (0-0 6-0 0-0 8-0) referto | Jyväskylä Jaguars | Kyrkösjärven tekonurmi (102 spett.) |

| Turku 10 giugno 2018, ore 12:00 | Turku Trojans | 46 – 0 | Lohja Lionesses | Turun Urheilupuiston yläkenttä |

#### 6ª giornata
| Lohja 15 giugno 2018, ore 19:00 | Lohja Lionesses | 8 – 20 | West Coast Phoenix | Harjun kenttä |

| Hyvinkää 16 giugno 2018, ore 12:00 | Hyvinkää Falcons | 0 – 57 | Turku Trojans | Hyvinkään urheilupuisto |

| Kotka 16 giugno 2018, ore 12:00 | Kotka Eagles | 16 – 12 | Seinäjoki Crocodiles | Puistolan kenttä |

| Mikkeli 16 giugno 2018, ore 12:00 | Mikkeli Bouncers | 20 – 34 | Kuopio Steelers | Urpolan tekonurmi |

#### 7ª giornata
| Jyväskylä 30 giugno 2018, ore 13:00 | Jyväskylä Jaguars | 0 – 30 | Mikkeli Bouncers | Viitaniemen liikuntapuisto |

| Lohja 30 giugno 2018, ore 14:00 | Lohja Lionesses | 46 – 12 | Helsinki Wolverines Blue | Virkkalan kenttä |

| Turku 1º luglio 2018, ore 14:00 | Turku Trojans | 56 – 12 | West Coast Phoenix | Turun Urheilupuiston yläkenttä |

| Kuopio 1º luglio 2018, ore 15:00 | Kuopio Steelers | 36 – 12 | Seinäjoki Crocodiles | Väinölänniemen stadion |

#### 8ª giornata
| Hyvinkää 7 luglio 2018, ore 12:00 | Hyvinkää Falcons | 0 – 28 | West Coast Phoenix | Perttulan urheilupuisto |

| Kotka 7 luglio 2018, ore 12:00 | Kotka Eagles | 22 – 0 | Jyväskylä Jaguars | Puistolan kenttä |

| Mikkeli 8 luglio 2018, ore 12:00 | Mikkeli Bouncers | 8 – 22 | Seinäjoki Crocodiles | Urpolan tekonurmi |

| Helsinki 8 luglio 2018, ore 15:30 | Helsinki Wolverines Blue | 0 – 57 | Turku Trojans | Brahen kenttä |

#### 9ª giornata
| Raisio 15 luglio 2018, ore 12:00 | West Coast Phoenix | 30 – 22 | Helsinki Wolverines Blue | Kerttulan urheilukenttä |

| Mikkeli 15 luglio 2018, ore 12:00 | Mikkeli Bouncers | 28 – 20 | Kotka Eagles | Urpolan tekonurmi |

| Kuopio 15 luglio 2018, ore 15:00 | Kuopio Steelers | 57 – 0 | Jyväskylä Jaguars | Väinölänniemen stadion |

| Hyvinkää 15 luglio 2018, ore 16:00 | Hyvinkää Falcons | 12 – 28 | Lohja Lionesses | Perttulan urheilupuisto |

### Classifiche
Le classifiche della regular season sono le seguenti:
- PCT = percentuale di vittorie, G = partite giocate, V = partite vinte,  P = partite perse, PF = punti fatti, PS = punti subiti

#### Girone 1
| Pos. | Squadra                  | PCT   | G | V | N | P | PF  | PS  |
| ---- | ------------------------ | ----- | - | - | - | - | --- | --- |
| 1    | Turku Trojans            | 1.000 | 6 | 6 | 0 | 0 | 306 | 40  |
| 2    | West Coast Phoenix       | .714  | 7 | 5 | 0 | 2 | 172 | 147 |
| 3    | Lohja Lionesses          | .500  | 6 | 3 | 0 | 3 | 136 | 116 |
| 4    | Helsinki Wolverines Blue | .286  | 7 | 2 | 0 | 5 | 107 | 219 |
| 5    | Hyvinkää Falcons         | .000  | 6 | 0 | 0 | 6 | 32  | 231 |

#### Girone 2
| Pos. | Squadra              | PCT   | G | V | N | P | PF  | PS  |
| ---- | -------------------- | ----- | - | - | - | - | --- | --- |
| 3    | Kuopio Steelers      | 1.000 | 6 | 6 | 0 | 0 | 247 | 50  |
| 3    | Kotka Eagles         | .667  | 6 | 4 | 0 | 2 | 118 | 126 |
| 3    | Seinäjoki Crocodiles | .500  | 6 | 3 | 0 | 3 | 98  | 104 |
| 2    | Mikkeli Bouncers     | .429  | 7 | 3 | 0 | 4 | 174 | 142 |
| 4    | Jyväskylä Jaguars    | .000  | 7 | 0 | 0 | 7 | 6   | 221 |

## Playoff

### Tabellone
|  | Semifinali | Semifinali         | Semifinali |                 |     | Finale        | Finale | Finale |  |
|  |            |                    |            |                 |     |               |        |        |  |
|  | 1-1        | Turku Trojans      | 36         |                 |     |               |        |        |  |
|  | 1-1        | Turku Trojans      | 36         |                 |     |               |        |        |  |
|  | 2-2        | Kotka Eagles       | 0          |                 |     |               |        |        |  |
|  | 2-2        | Kotka Eagles       | 0          |                 | 1-1 | Turku Trojans | 42     |        |  |
|  |            |                    |            |                 | 1-1 | Turku Trojans | 42     |        |  |
|  |            |                    | 1-2        | Kuopio Steelers | 17  |               |        |        |  |
|  | 2-1        | West Coast Phoenix | 1-2        | Kuopio Steelers | 17  | 8             |        |        |  |
|  | 2-1        | West Coast Phoenix |            |                 |     |               |        |        |  |
|  | 1-2        | Kuopio Steelers    | 27         |                 |     |               |        |        |  |

### Semifinale
| Kuopio 21 agosto 2018, ore 15:00 | Kuopio Steelers | 27 – 8 | West Coast Phoenix | Väinölänniemen stadion |

| Turku 21 agosto 2018, ore 16:30 | Turku Trojans | 36 – 0 | Kotka Eagles | Turun Urheilupuiston yläkenttä |

### X Finale Naisten I-divisioona
| Kuopio 28 luglio 2018, ore 15:00 | Kuopio Steelers | 17 – 42 | Turku Trojans | Keskuskentän tekonurmi |

## Verdetti
- Turku Trojans Vincitrici della Naisten I-divisioona 2018